# Parides eurimedes
Parides eurimedes är en fjärilsart som först beskrevs av Stoll 1782.  Parides eurimedes ingår i släktet Parides och familjen riddarfjärilar. Inga underarter finns listade i Catalogue of Life.

## Bildgalleri

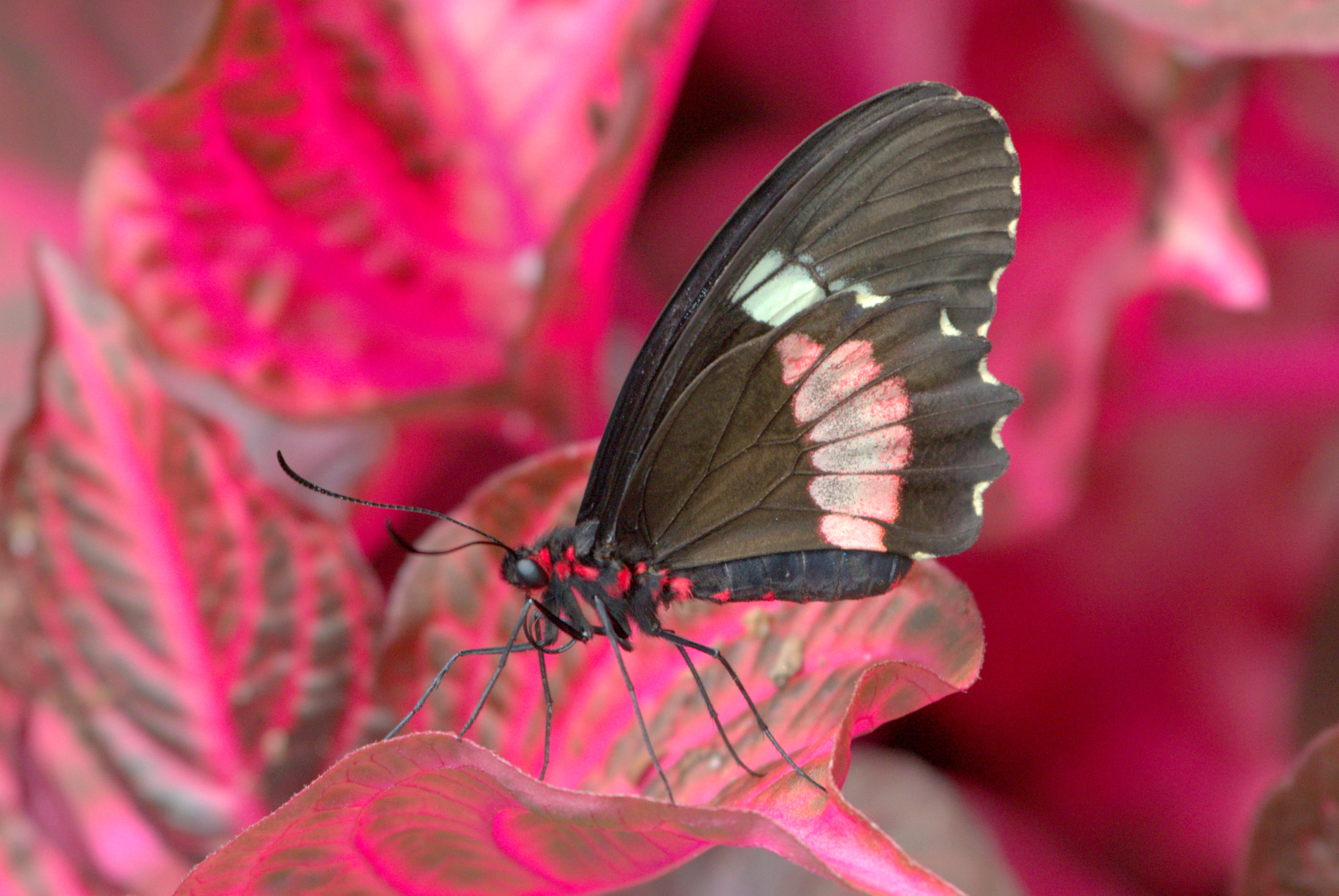
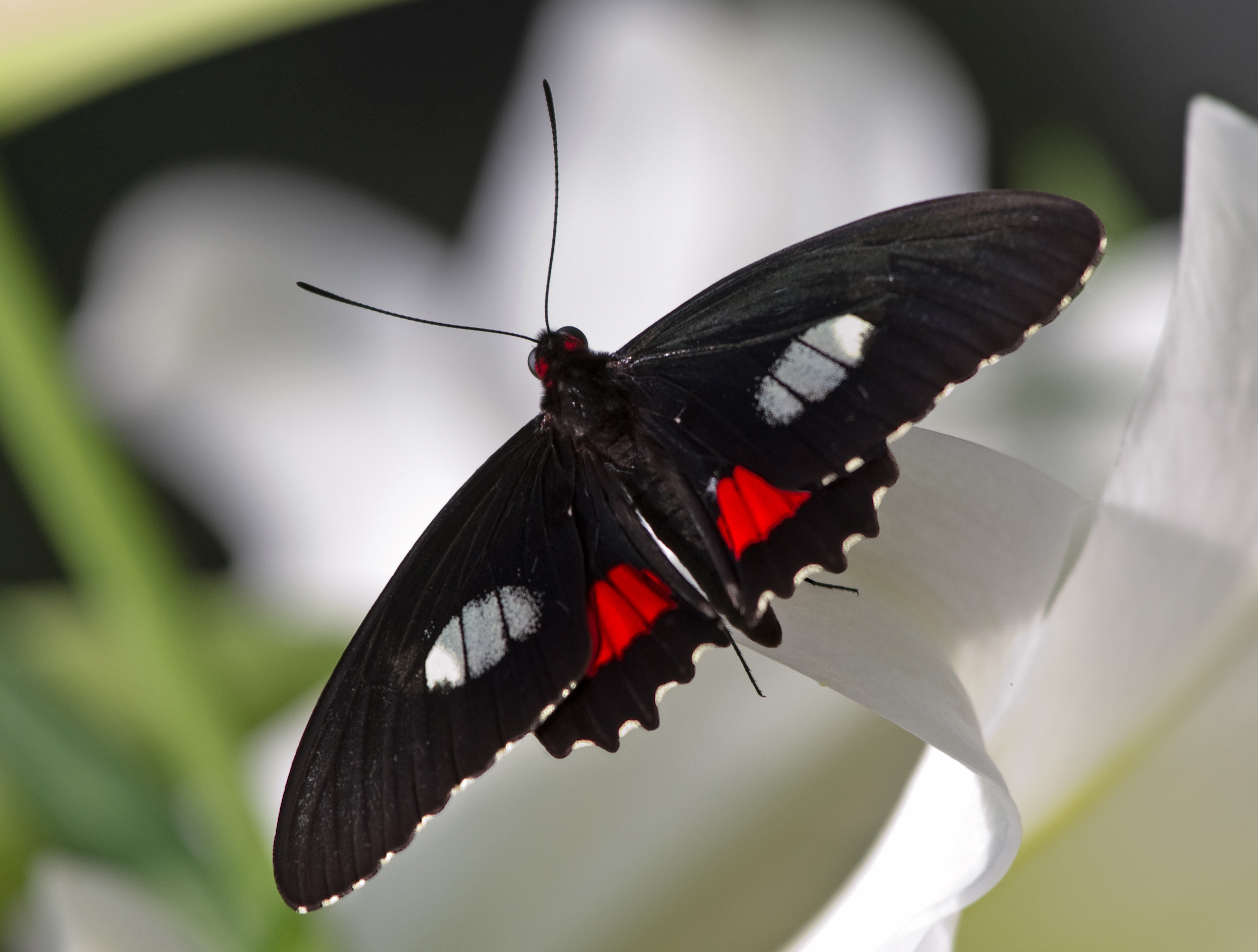
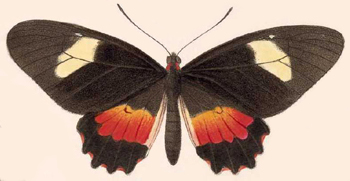